# Гровер, Лафайет
Лафайет Гровер (англ. La Fayette Grover, 29 ноября 1823, Бетеле, штат Мэн — 10 мая 1911, Портленд, штат Орегон) — американский политик, юрист, судья, 4-й губернатор Орегона в 1870—1877. Член Демократической партии.

## Биография
Гровер родился 29 ноября 1823 года в Бетеле, штат Мэн. Образование получил в Бетельской академии Гулда и Боудин-колледже Брансуика (с 1844 по 1846 гг.). Изучал право и в 1850 году стал членом коллегии адвокатов Филадельфии. В 1851 году он переехал в Орегон и начал свою юридическую практику в Сейлеме.

### Карьера
Законодательным территориальным органом Орегона Л. Гровер был избран прокурором второго судебного округа Орегона и аудитором государственных счетов на территории Орегон. С 1853 по 1855 год он был членом территориальной палаты представителей. В 1854 году он был назначен Министерством внутренних дел США членом комиссии, посланной для проверки заявлений касательно войны с индейцами на реке Рог. В 1856 году он был назначен военным министром в совет уполномоченных для проверки военных расходов Орегона и Вашингтона с индейцами.
В 1857 году он был делегатом Конституционного съезда Орегона, представляя округ Марион. Когда Орегон получил статус штата, он был избран в 35-й Конгресс США в качестве члена Палаты представителей штата Орегон с 15 февраля по 4 марта 1859 года. Он не баллотировался на переизбрание в 1858 году и возобновил свою юридическую практику и производство шерсти.
В 1865 году Гровер женился на Элизабет Картер.

### Губернатор Орегона
В 1870 году Гровер был избран губернатором штата Орегон; был переизбран в 1874 году. Он занимал пост губернатора до 1877 года, когда ушел в отставку, чтобы начать работать в Сенате. Гровер работал в Сенате с 4 марта 1877 года по 3 марта 1883 года, работая в 46-м Конгрессе США в качестве председателя Сенатского комитета по промышленным товарам. Он не баллотировался на переизбрание в 1883 году.

### Спор коллегии выборщиков
Орегон сыграл заметную роль во время президентских выборов 1876 года. Голоса в Орегоне явно были в пользу республиканца Ратерфорда Хейса, но тогдашний губернатор Гровер утверждал, что избиратель Джон Уоттс по конституции не имел права голоса, поскольку он был «избранным или назначенным должностным лицом». Гровер заменил его избирателем-демократом. Два избирателя-республиканца отклонили действие Гровера и каждый сообщил о трех голосах за Хейса, в то время как избиратель-демократ К. А. Кронин сообщил об одном голосе за демократа Сэмюэля Тилдена и два голоса за Хейса. Голосование имело решающее значение, потому что коллегия выборщиков без голоса Джона Уоттса имела равные 184—184. Избирательная комиссия в составе 15 человек в конечном итоге присудила Хейсу все три голоса штата Орегон.

## Смерть
Уйдя из общественной жизни Гровер возобновил свою юридическую практику. Гровер умер 10 мая 1911 года в Портленде, штат Орегон, и был похоронен на кладбище Ривер Вью.

## Избранные работы
- Grover, La Fayette. Report of Governor Grover to General Schofield on the Modoc War : and reports of Major General John F. Miller and General John E. Ross, to the Governor : also letter of the governor to the Secretary of the Interior on the Wallowa Valley Indian question : :  [англ.]. — Salem, OR : M.V. Brown, State Printer, 1874.